# Schoonmaker Ridge
Schoonmaker Ridge ist ein 7 km langer und zerklüfteter Gebirgskamm in der antarktischen Ross Dependency. In den Cook Mountains erstreckt er sich vom südlichen Teil des Reeves-Plateaus in östlicher Richtung.
Das Advisory Committee on Antarctic Names benannte ihn 2000 nach dem Fernerkundungswissenschaftler James William Schoonmaker Jr., der als Topographieingenieur des United States Geological Survey zwischen 1972 und 1976 in drei antarktischen Sommerkampagnen an geodätischen Vermessungen auf der Südpol-, und der Byrd-Station, der Antarktischen Halbinsel, des Ellsworthgebirges und des Ross-Schelfeises beteiligt war.